# 上市町 (奈良県)
上市町（かみいちちょう）は、奈良県中部、吉野郡に属していた町。現在は吉野町の一部。

## 歴史
- 1889年（明治22年）4月1日 - 町村制の施行により、吉野郡 上市村、立野村が合併し上市町が成立。
- 1956年（昭和31年）5月3日 - （旧）吉野町、国樔村、中荘村、中龍門村、龍門村と合併し、（新）吉野町が発足。同日上市町消滅。

## 経済

### 産業
- 農業

『大日本篤農家名鑑』によれば、上市町の篤農家は「林篤敬、島田駒太郎、大西作次郎、島六三郎、島豹吉郎」などがいた。

## 交通

### 鉄道路線
- 近畿日本鉄道
  - 吉野線
    - 大和上市駅

### 道路
- 二級国道169号（現：国道169号）

## 出身人物
- 北村謹次郎（実業家、茶人）
- 北村又左衛門（農林業、資産家、奈良県多額納税者）
- 北村又左衛門（北村林業会長、衆議院議員）